# Jean François (historiker)
Jean François, född den 22 januari 1722, död den 22 april 1791, var en fransk lärd.
François, som var benediktinmunk, utgav bland annat Dictionnaire roman, wallon, celtique et tudesque (1777), Bibliothéque générale des écrivains de l'ordre de Saint Benoît (samma år) och Histoire de Metz (1789).